# Марулин, Фёдор Васильевич
Фёдор Васи́льевич Мару́лин (род. 1 июня 1926, Москва) — советский легкоатлет-стипльчезист, участник летних Олимпийских игр 1952 года в Хельсинки. Чемпион Студенческих игр 1953 года в Бухаресте. Чемпион (1954) и бронзовый (1953) призёр чемпионатов СССР. Мастер спорта СССР (1952). Выступал за Днепропетровск.

## Биография
На Олимпиаде 1952 года представлял страну в беге на 3000 метров с препятствиями. В предварительном забеге занял 5-е место и не попал в финальный забег.

## Результаты

### Соревнования
предварительные забеги
| Год  | Соревнование      | Город     | Дистанция  | Дата       | Результат | Место          | Видео/Фото/ Кинограмма |
| ---- | ----------------- | --------- | ---------- | ---------- | --------- | -------------- | ---------------------- |
| 1952 | Олимпийские игры  | Хельсинки | 3000 м с/п | 23 июля    | 9.08,4    | 5 NQ (забег 2) |                        |
| 1953 | Студенческие игры | Бухарест  | 3000 м с/п | 15 августа | 8.56,2    | I              |                        |

| Год  | Город  | Дистанция  | Дата           | Результат | Место |
| ---- | ------ | ---------- | -------------- | --------- | ----- |
| 1953 | Москва | 3000 м с/п | 23—25 августа  | 8.56,6    | III   |
| 1954 | Киев   | 3000 м с/п | 13—16 сентября | 8.50,8    | I     |